# Communauté de communes du Pays Léonard
Die Communauté de communes du Pays Léonard ist ein ehemaliger französischer Gemeindeverband mit der Rechtsform einer Communauté de communes im Département Finistère in der Region Bretagne. Der Gemeindeverband wurde am 19. Oktober 1994 gegründet und bestand aus acht Gemeinden. Der Verwaltungssitz befand sich im Ort Saint-Pol-de-Léon.

## Historische Entwicklung
Mit Wirkung vom 1. Januar 2017 fusionierte der Gemeindeverband mit der Communauté de communes de la Baie du Kernic und bildete so die Nachfolgeorganisation Haut-Léon Communauté.

## Ehemalige Mitgliedsgemeinden
1. Île-de-Batz
2. Mespaul
3. Plouénan
4. Plougoulm
5. Roscoff
6. Saint-Pol-de-Léon
7. Santec
8. Sibiril